# Железовці
Желєзовце (словац. Želiezovce) — місто, громада округу Левіце, Нітранський край. Кадастрова площа громади — 56.52 км².
Населення 6746 осіб (станом на 31 грудня 2018 року).

## Історія
Желєзовце згадується 1274 року.

## Населення
| Рік:            | 1994. | 2004.   | 2014.   | 2024.   |
| --------------- | ----- | ------- | ------- | ------- |
| Кількість осіб: | 7602  | 7522    | 7056    | 6558    |
| Різниця:        |       | -1,05 % | -6,19 % | -7,05 % |

| Рік:            | 2023. | 2024.   |
| --------------- | ----- | ------- |
| Кількість осіб: | 6588  | 6558    |
| Різниця:        |       | -0,45 % |

## Видатні уродженці
- Едуард Захер — австрійський кулінар і власник готелю у Відні.